# Unterseeboot U-108 (1917)
Pour les autres navires du même nom, voir Unterseeboot 108.
L'Unterseeboot U-108 est un sous-marin de la marine impériale allemande pendant la Première Guerre mondiale. Il a participé à la Première bataille de l'Atlantique.
Le contrat pour sa construction est confirmé le 5 mai 1916 et attribué à la Germaniawerft à Kiel. Sous-marin de type 93, il a été mis à l’eau le 11 octobre 1917 et mis en service le 5 décembre. Il était sous le commandement du Korvettenkapitän Martin Nitzsche.

## Conception
Les sous-marins de type U 93 ont été précédés par les sous-marins de type U 87, plus courts. L'U-108 avait un déplacement de 798 tonnes en surface et 1000 tonnes en immersion. Il avait une longueur hors tout de 71,55 m, et 56,05 m pour la coque sous pression, un maître-bau de 6,30 m, une hauteur de 8,25 m et un tirant d'eau de 3,90 m. Le sous-marin était propulsé par deux moteurs de 2400 ch (1800 kW) en surface et par deux moteurs de 1200 ch (880 kW) en immersion. Il avait deux arbres d'hélice et deux hélices de 1,70 m de diamètre. Il était capable de fonctionner jusqu’à 50 mètres.
La vitesse maximale du sous-marin était de 16,4 nœuds (30,4 km/h) en surface et de 8,4 nœuds (15,6 km/h) en immersion. Il pouvait parcourir 9280 milles marins (17190 km) à 8 nœuds (15 km/h) en surface et 50 milles marins (93 km) à 5 nœuds (9,3 km/h) en immersion. L'U-108 était armé de six tubes lance-torpilles de 50 centimètres, quatre à l’avant et deux à l’arrière, de douze à seize torpilles, d’un canon de pont de 10,5 cm SK L/45 et d’un autre de 8,8 cm SK L/30. Il avait un équipage de trente-six hommes : trente-deux matelots et quatre officiers.

## Destin
Le 20 novembre 1918, l'U-108 est livré à la France où il est renommé Léon Mignot et sert jusqu’au 24 juillet 1935.

## Affectations
- Flottille IV : de date de début inconnue au 11 novembre 1918.

## Commandants
- Kapitänleutnant Martin Nitzsche[4] : du 5 décembre 1917 au 11 novembre 1918.

## Navires coulés
| Date            | Nom     | Nationalité | Tonnage | Destin. |
| --------------- | ------- | ----------- | ------- | ------- |
| 15 juillet 1918 | Barunga | Royaume-Uni | 7484    | Coulé   |